# مارینسک (جمهوری آلتای)
مارینسک (به لاتین: Mariinsk) یک منطقهٔ مسکونی در روسیه است که در جمهوری آلتای واقع شده‌است.